# Huerta de Santa Isabel
Huerta de Santa Isabel-Este es un barrio de la ciudad de Córdoba (España), perteneciente al distrito Poniente-Norte. Está situado en zona oeste del distrito. Limita al norte con el barrio del Figueroa; al este, con el barrio de Noreña; al sur, con el barrio del Zoco-Poniente; y al oeste, con Miralbaida.